# Demi-groupe régulier
En mathématiques et notamment en algèbre, un demi-groupe régulier est un demi-groupe {\displaystyle S} dans lequel tout élément {\displaystyle a} est « régulier », non pas au sens usuel d'élément régulier c'est-à-dire simplifiable mais, par définition, au sens : il existe un élément {\displaystyle x} tel que {\displaystyle axa=a}. Les demi-groupes réguliers sont parmi les classes les plus étudiées de demi-groupes ; leur structure se décrit bien au moyen des relations de Green.

## Origines
Les demi-groupes réguliers ont été introduits par James Alexander Green dans son article fondamental « On the structure of semigroups » de 1951. C'est également dans cet article que sont définies ce que l'on appelle maintenant les relations de Green. Le concept de régularité d'un demi-groupe est l'adaptation de la même notion pour les anneaux déjà considérée par John von Neumann. Une note en bas de page de l'article de Green mentionne que la notion de régularité a été utilisée pour la première fois dans les demi-groupes par David Rees.

## Définitions
Soit {\displaystyle S} un demi-groupe.
- Un élément {\displaystyle b} de {\displaystyle S} est un pseudo-inverse[4] d'un élément {\displaystyle a} de {\displaystyle S} si {\displaystyle aba=a}.
- Un élément {\displaystyle b} de {\displaystyle S} est un inverse d'un élément a de {\displaystyle S} si {\displaystyle aba=a} et {\displaystyle bab=b}.
  - Notons[5] que si {\displaystyle b} est un pseudo-inverse de {\displaystyle a}, alors {\displaystyle c=bab} est un inverse de {\displaystyle a} puisque{\displaystyle aca=ababa=a} et {\displaystyle cac=(bab)a(bab)=b(aba)bab=b(aba)b=bab=c.}
  - Notons aussi[6] que si {\displaystyle b} est un inverse de {\displaystyle a}, alors {\displaystyle ab} et {\displaystyle ba} sont des éléments idempotents de {\displaystyle S}, puisque {\displaystyle (ab)(ab)=(aba)b=ab} et de même pour {\displaystyle ba}.
- Un élément {\displaystyle a} de {\displaystyle S} est régulier s'il possède au moins un inverse.
- Un demi-groupe régulier est un demi-groupe dont tous les éléments sont réguliers.
- Un demi-groupe régulier dont tous les idempotents commutent est un demi-groupe inversif. Les demi-groupes inversifs sont aussi caractérisés par le fait que tous leurs éléments ont un inverse unique[7],[8]. En revanche, l'unicité de l'inverse n'implique pas l'unicité du pseudo-inverse[9].

## Exemples de demi-groupes réguliers
- Un groupe.
- Le demi-groupe bicyclique.
- Le demi-groupe de toutes les fonctions partielles d'un ensemble {\displaystyle X}. Pour une fonction {\displaystyle f}, de domaine {\displaystyle A} et d'image {\displaystyle B}, on prend pour inverse tout fonction {\displaystyle g} de domaine {\displaystyle B} et d'image {\displaystyle A} telle que {\displaystyle f(g(b))=b}. Si la fonction {\displaystyle f} est injective, l'inverse est unique.
- L'image homomorphe d'un demi-groupe régulier[10].

## Relations de Green
Dans un demi-groupe {\displaystyle S}, l'idéal à gauche, à droite, bilatère engendré par un élément {\displaystyle a} est l'ensemble {\displaystyle S^{1}a}, {\displaystyle aS^{1}}, {\displaystyle S^{1}aS^{1}} respectivement, où {\displaystyle S^{1}} est le monoïde obtenu en ajoutant un élément neutre à S s'il n'en possédait pas déjà un. Les relations de Green sont définies comme suit :
{\displaystyle a\,{\mathcal {L}}\,b} si et seulement si {\displaystyle S^{1}a=S^{1}b};
{\displaystyle a\,{\mathcal {R}}\,b} si et seulement si {\displaystyle aS^{1}=bS^{1}};
{\displaystyle a\,{\mathcal {J}}\,b} si et seulement si {\displaystyle S^{1}aS^{1}=S^{1}bS^{1}}.
Dans un demi groupe régulier {\displaystyle S}, toute {\displaystyle {\mathcal {L}}}-classe et toute {\displaystyle {\mathcal {R}}}-classe contient au moins un idempotent. Si {\displaystyle a} est un élément de {\displaystyle S} et {\displaystyle x} est un inverse de {\displaystyle a}, alors {\displaystyle a{\mathcal {L}}\,xa} et {\displaystyle a{\mathcal {R}}\,ax}. De plus {\displaystyle a\,{\mathcal {L}}\,b} si et seulement s'il existe un inverse {\displaystyle x} de {\displaystyle a} et un inverse {\displaystyle y} de {\displaystyle b} tels que {\displaystyle xa=yb}.
Dans un demi-groupe inversif, l'idempotent de chaque {\displaystyle {\mathcal {L}}}-classe et {\displaystyle {\mathcal {R}}}-classe est unique.

## Classes particulières de demi-groupes réguliers
Howie mentionne les classes suivantes de demi-groupes réguliers :
- demi-groupe localement inversif : c'est un demi-groupe régulier dans lequel eSe est un demi-groupe inversif pour tout idempotent e.
- demi-groupe orthodoxe : c'est un demi-groupe régulier dont les idempotents forment un sous-demi-groupe.
- demi-groupe inversif généralisé : c'est un demi-groupe régulier dont les idempotents forment un ruban (en) normal, c'est-à-dire vérifient xyzx = xzyx, pour tous idempotents x, y, z. On peut montrer[15] que la classe des demi-groupes inversifs généralisés est l'intersection des demi-groupes localement inversifs et des demi-groupes orthodoxes.